# 12 Piscium
12 Piscium är en gul stjärna i huvudserien i stjärnbilden  Fiskarna. 
12 Psc har visuell magnitud +6,89 och är inte synlig för blotta ögat utan fältkikare. Den befinner sig på ett avstånd av ungefär 125 ljusår.